# 524 هـ
524 هـ هي سنة في التقويم الهجري امتدت مقابلةً في التقويم الميلادي بين سنتي 1129 و1130.

## مواليد
- أبو الحسن العبدي البصري.
- ابن الفرس

## وفيات
- عماد الدولة بن هود